# Rune Ellboj
Rune Fritiof "Lulle" Ellboj, född 15 mars 1911 i Adolf Fredriks församling, Stockholm,  död 12 mars 1960 på samma plats, var en svensk jazzmusiker och kapellmästare.

## Biografi
Ellboj debuterade 1930 på Nöjesfältet i Stockholm i en orkester som förutom Ellboj på saxofon och klarinett bestod av Thore Ehrling trumpet, Charles Redland trombon, Mischa Nilsson fiol, Sten Brandstedt piano och dragspel samt Elis Egneby trummor. Följande år spelade han med  Jack Stanleys orkester på Gröna Lund.  1932 bildade han sin första orkester som spelade på nattklubben Adlon i Stockholm. Somrarna 1938 och 1939 ledde han egna orkestrar på Gröna Lund. Åren 1943–1947 ledde han ett eget storband på Vinterpalatset i Stockholm; han upplöste orkestern 1947 och turnerade sedan med mindre orkestrar i folkparkerna. 
Vid valet av Sveriges representant till melodifestivalen 1958 var han en av medlemmarna i femmannajuryn som valde ut det svenska bidraget Samma stjärnor lysa för oss två.
Han var son till ingenjören John Ellboj och Nanna Hessén samt bror till Ingrid Ellboj.

## Diskografi
- Modern dansmusik från Vinterpalatset 1944-1946. LP. Dragon DRLP 40. 1982
- Lulle Ellboj på Svensk underhållningsmusik, revyer och film 1900–1960

## Filmografi
- Stockholm dansar (1946)[3]

### Fotnoter
1. 1 2  läs online, www.oxfordmusiconline.com .[källa från Wikidata]
2. ↑   Sveriges dödbok 1901–2009 Swedish death index 1901–2009 (Version 5.0). Solna: Sveriges Släktforskarförbund. 2010. Libris 11931231
3. ↑  Rune Ellboj på Svensk Filmdatabas